# Geranium vulcanicola
Geranium vulcanicola är en näveväxtart som först beskrevs av Small in Underw. och Britton (eds..  Geranium vulcanicola ingår i släktet nävor, och familjen näveväxter. Inga underarter finns listade i Catalogue of Life.